# Akerman (Adelsgeschlecht)

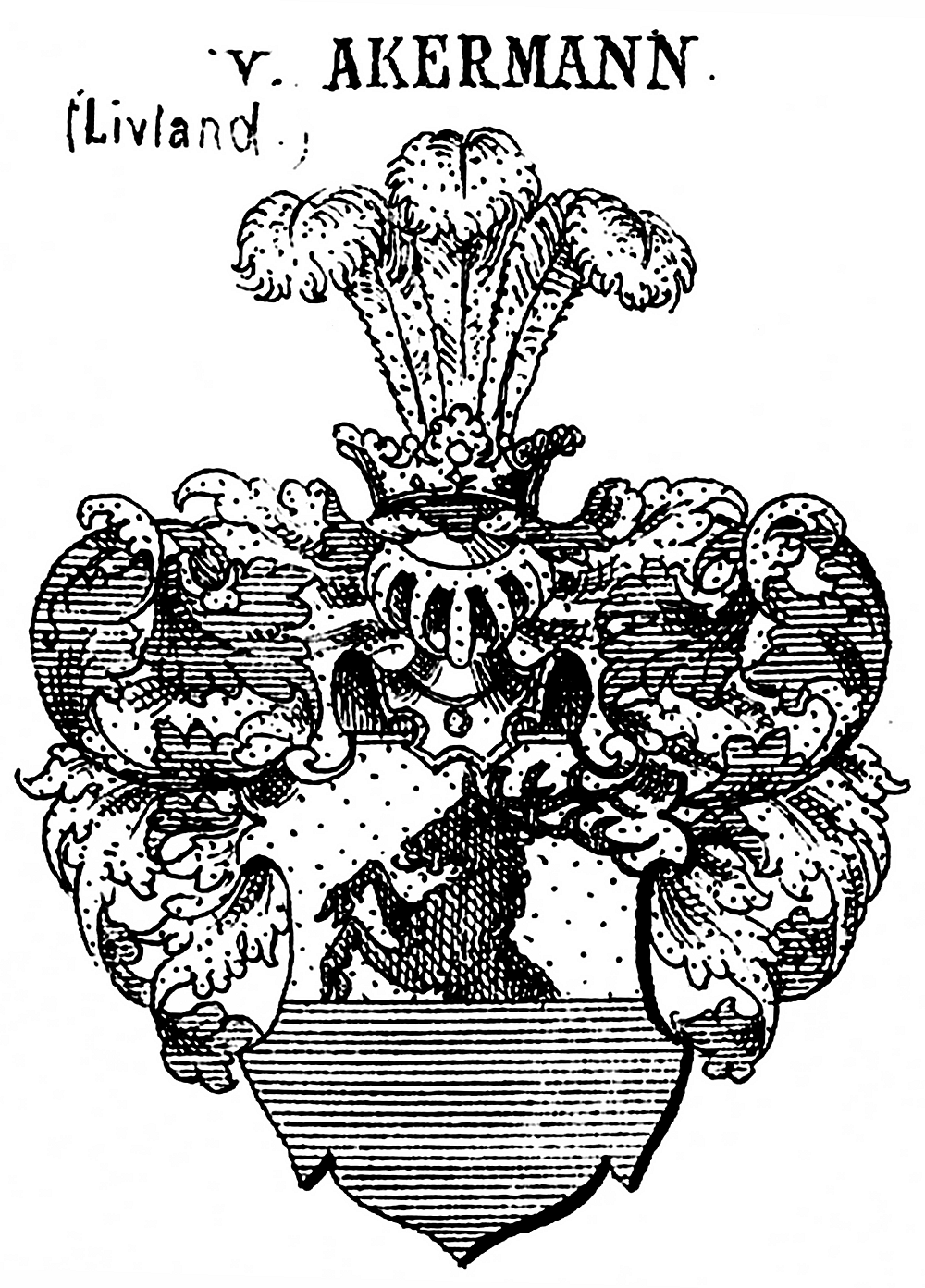
Wappen derer von Akerman

Akerman, auch Åkerman, ist der Familienname eines deutschbaltischen Adelsgeschlechts. Die Herkunft der Ackermanns lag in Sachsen-Zeitz, die livländische Stammlinie begann mit Christian Friedrich Ackermann, der 1796 nach Livland kam und das Adelsgeschlecht Akerman begründete. Die Akermans, die sich später auch im schwedischen Stil „Åkerman“ schrieben, erhielten 1887 das livländische Indigenat.

## Geschichte

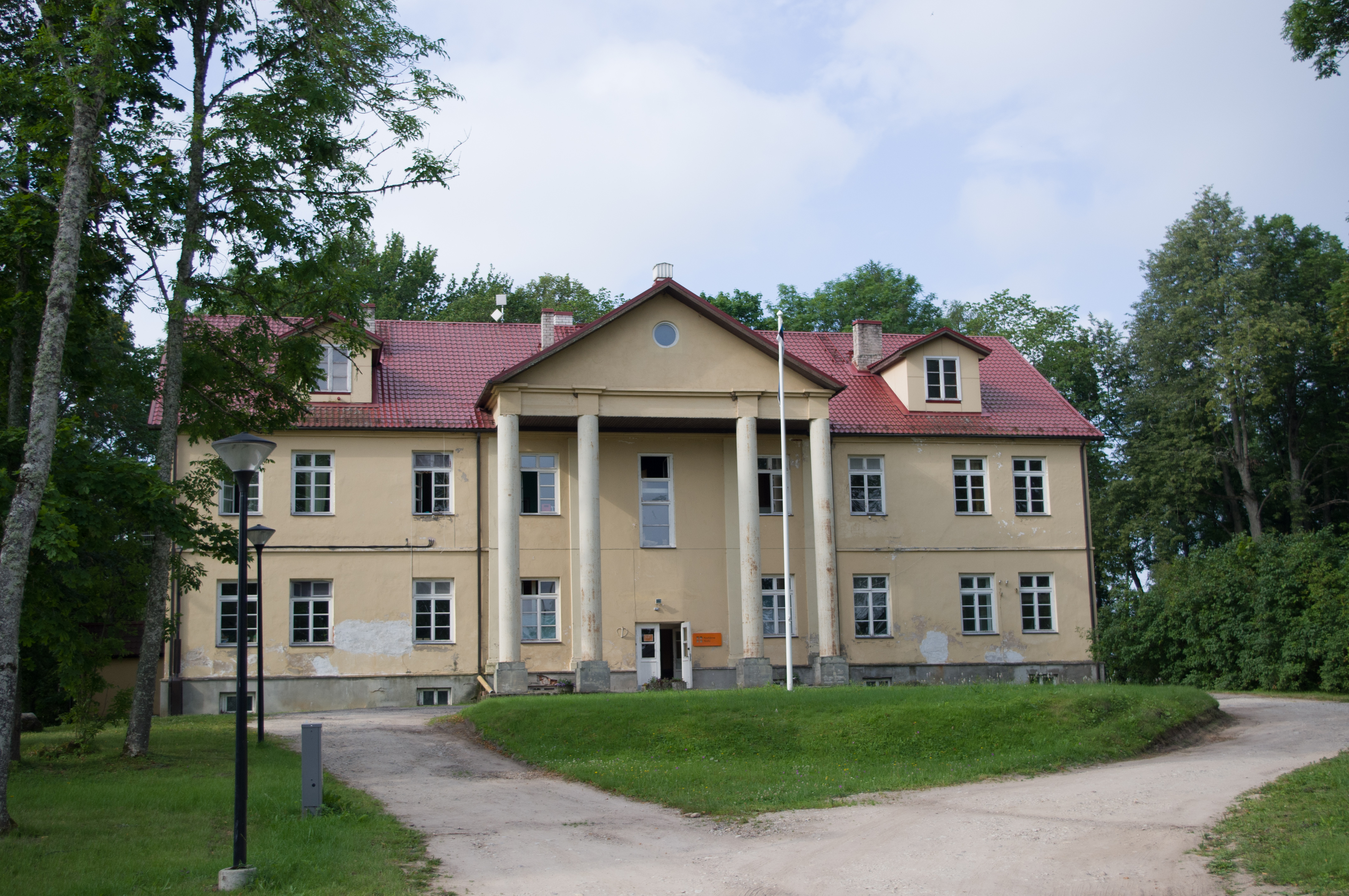
Herrenhaus auf Gut Gothensee

Das Geschlecht erscheint erstmals mit Elias Ackermann (1618–1703), der 1665 in Eysdorf, bei Lützen, Kreis Weißenfels, und dann in Pobles Schullehrer war, und mit dem auch die ununterbrochene Stammreihe beginnt. Auch sein Sohn Tobias (1660–1737) und Enkel Christian (1688–1762) waren Schullehrer in kleinen sächsischen und thüringischen Orten. Christians Sohn Christian August (1727–1774), Magister der Theologie und Diakonus an St. Michael in Zeiz, hatte drei Söhne, von denen der älteste Wilhelm August (1763–1837), Magister und Oberpfarrer zu Berga a. d. Elster, der Gründer einer in Sachsen und Thüringen blühenden Linie war. Die Linie des zweiten Sohnes, des Dr. med. Johann Karl Heinrich (1765–1810) in Oschat, ist erloschen. Der dritte Sohn, Christian Friedrich (*22. 10. 1768), ist der Stammvater der livländischen Linie. Da sein Vater früh verstarb, wuchs er im Hause des Freiherrn von Seckendorf auf dem Rittergut Meuselwitz auf. Er besuchte die Universität Leipzig und studierte Rechtswissenschaften, danach zog er 1796 nach Riga und wurde Hauslehrer bei Christoph Adam von Richter. Dann war er 1799 Ratssyndikus in Walk und siedelte sich 1802 in Dorpat an. Hier bekleidete er das Amt des Justizbürgermeisters. Seit 1800 schrieb er sich nach schwedischer Art Åkerman, „diese von der ursprünglich abweichende Schreibweise wird von der Familie in Zusammenhang gebracht mit einer Überlieferung, wonach ihr Stammvater mit den Truppen Gustav Adolphs (1594–1632) aus Schweden nach Sachsen gekommen sei.“ Im Jahre 1819 wurde er mit dem Russischen Orden der Heiligen Anna (3. Klasse) ausgezeichnet und erwarb Folge dessen den russischen Adelsstand.
Sein Sohn Platon Theodor von Akermann (1809–1891) erwarb 1856 das Rittergut Kodjerw, wandelte es um zu einem Fideikommiss und nannte es Gothensee. Dessen Sohn Arthur von Akerman erhielt 1887 das livländische Indigenat und wurde unter der Matrikelnummer 440 und dem Namen Akerman in das Adelsregister der Livländischen Ritterschaft eingetragen.

## Wappen
Die Akermans führten folgendes Wappen: Der Schild ist von gold über blau geteilt, aus der oberen Teilung erwächst ein natürlicher Hirsch, der untere Teil ist ledig. Die Helmzier schmücken drei goldene Straußenfedern. Die Helmdecken sind blau-gold.

## Stammliste

### Vorfahren
- Elias Ackermann (* 1618; † 1703 in Pobles), Schullehrer
  - Tobias Ackermann (* 1660; † 1737 in Großhermsdorf), Richter in Wählitz, Schulleiter in Großhermsdorf
    - Christian Ackermann (* 1688 in Tscheltzschen; † 1762 in Haynsburg)
      - Christian August Ackermann (* 1727 in Haynsburg; † 1774 in Zeitz), Magister, Diakon an St. Michael in Zeitz
        - Christian Friedrich Ackermann (1768–1827), Gründer des baltischen Adelsgeschlechts

### Stammfolge
- Christian Friedrich von Akerman (* 1768 in Zeitz; † 1827 in Dorpat), Justizbürgermeister von Dorpat, russischer Adelsstand, Immatrikulation in die Livländische Ritterschaft
  - Platon Theodor von Akeman (* 1809 in Dorpat; † 1891 auf Gothensee), Landgerichtssekretär, Rechtsanwalt, Kollegienregistrator[7]
    - Arthur August Platon von Akerman (* 1851 in Dorpat; † 1938), Rat der livländischen Kredit-Sozietät, 1887 livländisches Indigenat[8]
      - Erwin Platon Carlos von Akerman (* 1880 in Dorpat; † 1945 in Kalisch, Wartheland), Ingenieur, Rittmeister der Baltischen Landwehr[9]
        - Hasso Richard Arthur Platon von Akerman (* 1907 in Riga; † 1981 in Hamburg), Dr. med., praktischer Arzt
        - Achim von Akerman (* 1909 in Riga; † 1945 in Schneidemühl), Philologe

      - Harald Arthur Carlos von Akerman (* 1882 in Dorpat; † 1907 auf Gothensee), Oberförster
        - Eric Arthur von Akerman (* 1907 in Dorpat; † 2000 in Düsseldorf)

      - Gerhard (Gerd) Arved Friedrich von Akerman (* 1886 in Dorpat; † 1960 in Bad Kühlungsborn), Ingenieur, Kornett in der Baltischen Landwehr
        - Wolf Arthur Theodor von Akerman (* 1923 in Riga; † 1944)
        - Berndt Platon Robert von Akeman (* 1925 in Reval; † 1944)